# Casa de los Marqueses de Camarasa
La Casa de los Marqueses de Camarasa es un inmueble de la localidad española de Torres, en la provincia de Jaén. Está incluida en el Catálogo General del Patrimonio Histórico Andaluz.

## Descripción
Se ubica en la calle Prior Higueras de la localidad jienense de Torres, en Andalucía. Se encuentra en un extremo de la población. Su construcción data del siglo XVI, y las obras debieron concluir en 1565, según aparece en la inscripción del friso de la portada. La casa, así como el término de Torres, pertenecía a los herederos de Francisco de los Cobos, quienes la edificaron para utilizarla como almacén y depósito de los bienes en especie, rentas y beneficios que estos señores recibían del pueblo.
El interior se organiza mediante dos plantas. Su distribución original se encuentra en la actualidad modificada en función del uso de las nuevas instalaciones ubicadas en ella. La fachada principal, que se estructura en dos pisos, está compuesta por un paramento encalado, en cuyas esquinas aparecen grandes sillares formando adarajas dentadas. En su centro destaca la portada, construida en buena labor de cantería y organizada mediante un vano de medio punto dovelado, en cuya clave resaltan relieves de acanto. A ambos lados del vano aparecen pilastras estriadas sobre pedestales; sobre ellas descansa un entablamento, en cuya cornisa aparece una inscripción alusiva a la fecha de la construcción del inmueble. El conjunto se remata con florones en los extremos, encontrándose entre ellos un interesante escudo. Corona la portada una moldura concebida a modo de cornisa. Una hilera de ladrillos marca la separación de los dos pisos de la fachada. En la planta baja, y a ambos lados de la portada, se encuentran vanos rectangulares de diferente tamaño y desigual altura. El piso superior presenta cuatro ventanas, dos a cada lado de la portada, rectangulares y localizadas simétricamente. La fachada queda rematada por un alero, que en su ángulo derecho muestra una cabeza de angelote.
El 12 de marzo de 1997 fue incluida con carácter genérico en el Catálogo General del Patrimonio Histórico Andaluz, mediante una resolución publicada el 21 de mayo de 1998 en el Boletín Oficial de la Junta de Andalucía.